# Spencer Anderson
Spencer Anderson (Bowie, Maryland, 7 de junio de 2000) es un jugador profesional estadounidense de fútbol americano, se desempeña en la posición de lineman en Pittsburgh Steelers, en la National Football League (NFL).

## Carrera
Fue seleccionado en la Reunión Anual de Selección de Jugadores de la NFL de 2023. Hizo su debut profesional con el equipo Pittsburgh Steelers, lleva jugando una temporada.